# Rue Frédéric-Petit
La rue Frédéric-Petit est une voie de Toulouse, chef-lieu de la région Occitanie, dans le Midi de la France.

## Situation et accès

### Description
La rue Frédéric-Petit est une voie publique. Elle se trouve dans le quartier Marengo-Jolimont.
Elle naît perpendiculairement à la rue Saint-Louis, presque au niveau de son carrefour avec la rue Noémie-Dessalles. Elle est d'abord orientée au nord-est jusqu'à la rue du Général-Taupin, qu'elle reçoit à droite, puis elle oblique plus à l'est, recevant successivement la rue du Maréchal-Lyautey et la rue Jolimont. Elle se termine en impasse face à l'entrée du collège Marengo. Elle suit un parcours relativement abrupt puisque, longue de seulement 177 mètres, elle s'élève de 17 mètres entre son point le plus bas, au carrefour de la rue Saint-Louis, à 153 mètres jusqu'à son point le plus haut, au-devant du collège Marengo, à 170 mètres, soit une pente de plus de 9 %.
La chaussée compte une voie de circulation automobile en sens unique entre la rue Saint-Louis et la rue Jolimont, et à double-sens devant l'entrée du collège Marengo. Elle appartient à une zone 30 et la vitesse y est limitée à 30 km/h. Il existe une bande cyclable pour les cyclistes circulant à contre-sens des automobiles.

### Voies rencontrées
La rue Frédéric-Petit rencontre les voies suivantes, dans l'ordre des numéros croissants (« g » indique que la rue se situe à gauche, « d » à droite) :
1. Rue Saint-Louis
2. Rue du Général-Taupin (d)
3. Rue Maréchal-Lyautey (d)
4. Rue Jolimont (d)

## Odonymie

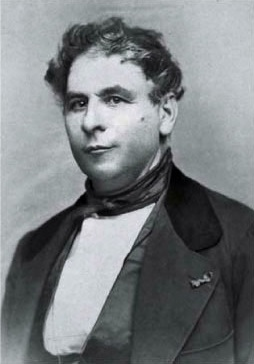
Portrait de Frédéric Petit (avant 1865, archives municipales).

La rue, tracée en 1929, fut nommée en hommage à Philippe Pétain, un des maréchaux de la Première Guerre mondiale, présenté comme le « vainqueur de Verdun ». D'ailleurs, les rues voisines portent également le nom de deux maréchaux de la « Grande Guerre » – Joseph Gallieni et Hubert Lyautey. Le 14 novembre 1940, à la suite de la visite à Toulouse de Philippe Pétain qui, devenu chef de l'État français, mettait en place un régime autoritaire et engageait la France dans la voie de la collaboration avec l'Allemagne, le conseil municipal décida d'attribuer son nom à une voie plus importante, les allées Alphonse-Peyrat (actuelles allées Forain-François-Verdier).
La rue Maréchal-Pétain, ayant donc perdu son appellation en 1940, elle reçut le nom de Frédéric Petit (1810-1865). Né à Muret, il fut astronome à l'observatoire de Paris, puis vint à Toulouse où il fut directeur de l'observatoire de la ville. Il fit construire le nouvel observatoire de Jolimont, au sommet de la colline du Calvinet. D'ailleurs, plusieurs voies du quartier de Marengo-Jolimont portent le nom d'astronomes, tels que la rue Benjamin-Baillaud, l'avenue Camille-Flammarion, la rue Garipuy, la rue Johannes-Kepler et la rue Urbain-Le Verrier.

## Histoire
L'urbanisation de la colline du Calvinet commence dans la deuxième moitié du XIXe siècle. Elle se concentre d'abord autour du nouveau quartier de Marengo, créé entre 1858 et 1870, et prolongé au nord par le quartier des Champs-Élysées, aménagé entre 1860 et 1890. Plus au nord, le sud du nouveau quartier du faubourg Bonnefoy se développe à la même époque, à partir de 1865. Le plateau de Jolimont, entre le chemin de Périole (actuelle rue de Périole) et le chemin des Redoutes (actuelles rues Bernard-Ortet et des Redoutes) n'est pas encore touché par la croissance urbaine toulousaine.
En 1920, Prosper Blaja décide de la création d'un vaste lotissement sur des terrains qui lui appartiennent. La famille Blaja possède effectivement de vastes terrains sur le versant de la colline du Calvinet : le père de Prosper, Paul Blaja, et sa mère, Noémie Dessalles, avaient déjà loti des terrains au sud du quartier de Marengo (actuelle rue Blaja). Le nouveau lotissement s'organise autour de plusieurs voies : la rue Saint-Louis et la rue Jolimont, prolongées au-delà de la rue de Périole en 1920, la rue Bellevue (actuelle rue Noémie-Dessalles) tracée en 1923, la rue du Général-Taupin prolongée en 1926, la rue Maréchal-Pétain (actuelle rue Frédéric-Petit) tracée en 1929, la rue des Cinq-Frères (actuelle rue Jean-Favier) en 1930, la rue Maréchal-Gallieni en 1932 et enfin la rue Maréchal-Lyautey en 1935.
Les premières maisons sont élevées dans les années 1930 (actuels no 2 à 6, 12 et 14 ; no 9 et 21).

## Patrimoine et lieux d'intérêt

### Collège Marengo

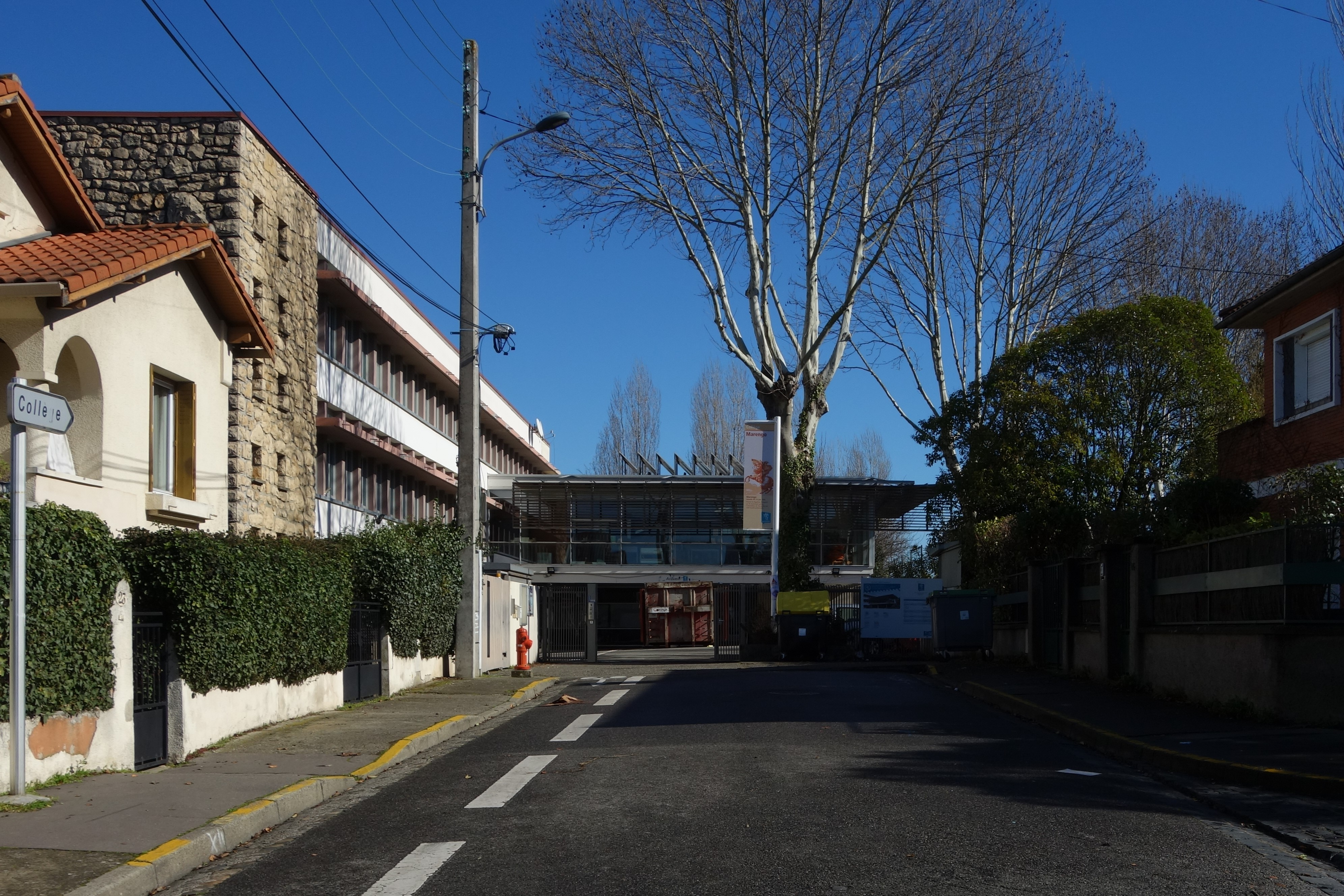
no 25 : l'entrée du collège Marengo.

Le collège Marengo est construit entre 1959 et 1960 sur une parcelle triangulaire laissée libre, entre la rue de Périole (actuel no 98), la rue Frédéric-Petit et la rue Maréchal-Gallieni. Il se compose à l'origine de deux corps de bâtiments alignés, qui s'élèvent sur une terrasse à 170 mètres, surplombant la rue de Périole. 
Entre 2002 et 2003, les travaux menés par le cabinet des architectes Jean-Marie Bardin et Marc Julla permettent de doubler la superficie du collège.

### Immeubles et maisons

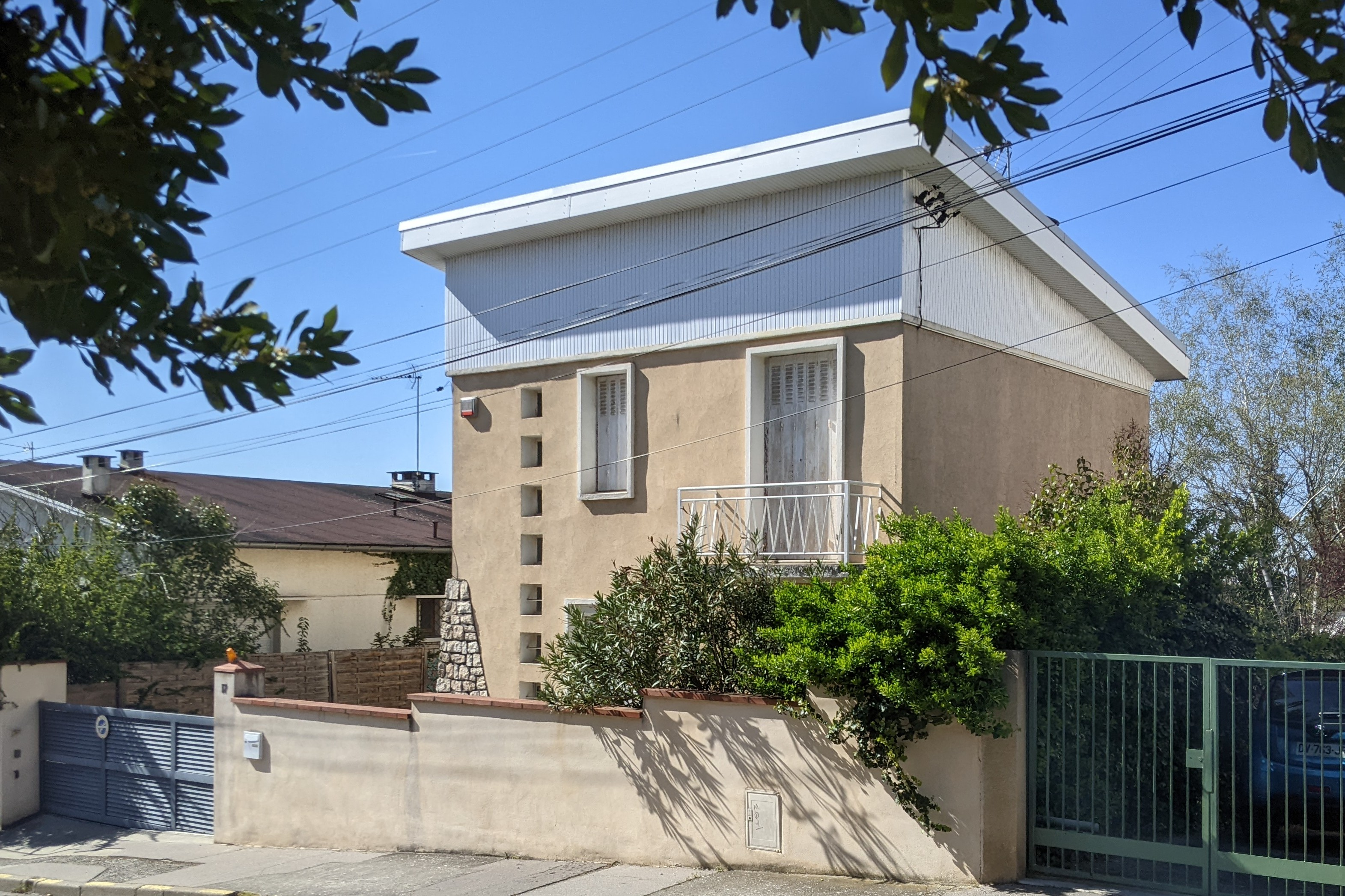
no 17 : maison.

- no  9 : maison. 
La maison, de style Art déco, est construite dans les années 1930. Elle possède une ossature en béton. Elle s'élève en cœur de parcelle et elle est séparée de la rue par un mur de clôture. Elle s'élève sur trois niveaux : un sous-sol semi-enterré, un rez-de-chaussée surélevé et un étage. La façade sur la rue Frédéric-Petit joue de la dissymétrie et des décrochements, et de la polychromie des parties couvertes de brique de parement ou d'un enduit clair. La travée de gauche est mise en valeur par un bow-window et surmontée d'une large corniche moulurée en béton. La travée centrale est éclairée, au rez-de-chaussée et à l'étage, par des fenêtres jumelles, la travée de droite par de simples fenêtres rectangulaires[18].

- no  17 : maison. 
La maison, de style moderne, est construite vers 1957. De plan carré, elle s'élève sur trois niveaux : un rez-de-chaussée, un étage et un comble[19].